# Olympische Sommerspiele 1976/Leichtathletik – Stabhochsprung (Männer)
Der Stabhochsprung der Männer bei den Olympischen Spielen 1976 in Montreal wurde am 24. und 26. Juli 1976 im Olympiastadion Montreal ausgetragen. 28 Athleten nahmen teil.
Olympiasieger wurde der Pole Tadeusz Ślusarski. Er gewann vor dem Finnen Antti Kalliomäki und dem  US-Amerikaner David Roberts.
Für die Bundesrepublik Deutschland ging Günther Lohre an den Start. Er qualifizierte sich für das Finale und wurde Neunter.

Springer aus der DDR, der Schweiz, Österreich und Liechtenstein nahmen nicht teil.

## Rekorde

### Bestehende Rekorde

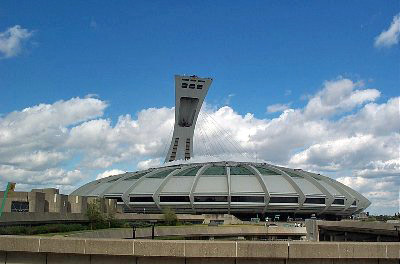
Das Olympiastadion in Montreal

| Weltrekord         | 5,70 m | David Roberts ( USA)    | Eugene, USA                       | 22. Juni 1976     |
| Olympischer Rekord | 5,50 m | Wolfgang Nordwig ( DDR) | Finale OS München, BR Deutschland | 2. September 1972 |

### Rekordegalisierungen
Der bestehende olympische Rekord von 5,50 m wurde im Finale am 26. Juli dreimal egalisiert:
- Tadeusz Ślusarski (Polen), erster Versuch
- Antti Kalliomäki (Finnland), erster Versuch
- David Roberts (USA), erster Versuch

## Durchführung des Wettbewerbs
Die Springer traten am 24. Juli in zwei Gruppen zu einer Qualifikationsrunde an. Zwanzig von ihnen – hellblau unterlegt – meisterten die direkte Finalqualifikationshöhe von 5,10 m, die damit vielleicht etwas zu niedrig angesetzt war, denn so war die Mindestanzahl von zwölf Finalteilnehmern allzu deutlich übertroffen. Das führte im Finale am 26. Juli zu langen Wartezeiten für die Athleten sowie zu einer zeitlich großen Länge des Wettkampfs.

## Zeitplan
24. Juli, 10:00 Uhr: Qualifikation

26. Juli, 12:30 Uhr: Finale
Anmerkung:
Alle Zeiten sind in Ortszeit Montreal (UTC−5) angegeben.

## Legende
Kurze Übersicht zur Bedeutung der Symbolik – so üblicherweise auch in sonstigen Veröffentlichungen verwendet:
| – | verzichtet                            |
| o | übersprungen                          |
| x | ungültig                              |
| r | Wettkampf nicht fortgesetzt (retired) |

## Qualifikation
Datum: 24. Juli 1976, ab 10:00 Uhr

### Gruppe A
| Platz | Name                  | Nation         | 4,60 m | 4,80 m | 5,00 m | 5,10 m | Höhe   |
| ----- | --------------------- | -------------- | ------ | ------ | ------ | ------ | ------ |
| 1     | Earl Bell             | USA            | –      | –      | –      | o      | 5,10 m |
| 1     | Wojciech Buciarski    | Polen          | –      | –      | –      | o      | 5,10 m |
| 1     | Kjell Isaksson        | Schweden       | –      | –      | –      | o      | 5,10 m |
| 1     | Antti Kalliomäki      | Finnland       | –      | –      | –      | o      | 5,10 m |
| 1     | Władysław Kozakiewicz | Polen          | –      | –      | –      | o      | 5,10 m |
| 1     | Günther Lohre         | BR Deutschland | –      | –      | –      | o      | 5,10 m |
| 1     | Terry Porter          | USA            | –      | –      | –      | o      | 5,10 m |
| 1     | Jurij Prochorenko     | Sowjetunion    | –      | –      | –      | o      | 5,10 m |
| 1     | David Roberts         | USA            | –      | –      | –      | o      | 5,10 m |
| 10    | Wladimir Kischkun     | Sowjetunion    | –      | –      | –      | xo     | 5,10 m |
| 10    | Tadeusz Ślusarski     | Polen          | –      | –      | –      | xo     | 5,10 m |
| 12    | Donald Baird          | Australien     | –      | –      | –      | xxo    | 5,10 m |
| 12    | Jean-Michel Bellot    | Frankreich     | –      | –      | –      | xxo    | 5,10 m |
| ogV   | Juri Issakow          | Sowjetunion    | –      | –      | –      | xxx    | ogV    |

### Gruppe B
| Platz | Name                | Nation         | 4,60 m | 4,80 m | 5,00 m | 5,10 m | Höhe   |
| ----- | ------------------- | -------------- | ------ | ------ | ------ | ------ | ------ |
| 1     | Patrick Abada       | Frankreich     | –      | –      | –      | o      | 5,10 m |
| 1     | François Tracanelli | Frankreich     | –      | –      | –      | o      | 5,10 m |
| 3     | Tapani Haapakoski   | Finnland       | –      | –      | o      | o      | 5,10 m |
| 3     | Roberto Moré        | Kuba           | –      | –      | o      | o      | 5,10 m |
| 3     | Bruce Simpson       | Kanada         | –      | –      | o      | o      | 5,10 m |
| 3     | Itsuo Takanezawa    | Japan          | –      | –      | o      | o      | 5,10 m |
| 7     | Brian Hooper        | Großbritannien | –      | –      | –      | xo     | 5,10 m |
| 8     | Ray Boyd            | Australien     | –      | –      | o      | xxx    | 5,00 m |
| 9     | Ken Wenman          | Kanada         | –      | o      | o      | xxx    | 5,00 m |
| 10    | Dimitrios Kyteas    | Griechenland   | –      | –      | xo     | xxx    | 5,00 m |
| 11    | Jeff Gutteridge     | Großbritannien | –      | o      | xxx    |        | 4,80 m |
| ogV   | Yoshiomi Iwama      | Japan          | –      | –      | –      | xxx    | ogV    |
| ogV   | Ingemar Jernberg    | Schweden       | –      | –      | xxx    |        | ogV    |
| DNF   | Rihan Obaid         | Saudi-Arabien  | –      | –      | r      |        | ogV    |

## Finale
Datum: 26. Juli 1976, 12:30 Uhr
| Platz | Name                  | Nation         | Sprunghöhe (m) | Sprunghöhe (m) | Sprunghöhe (m) | Sprunghöhe (m) | Sprunghöhe (m) | Sprunghöhe (m) | Sprunghöhe (m) | Sprunghöhe (m) | Sprunghöhe (m) | Sprunghöhe (m) | Sprunghöhe (m) | Sprunghöhe (m) | Endresultat | Anmerkung |
| Platz | Name                  | Nation         | 4,80           | 5,00           | 5,10           | 5,20           | 5,25           | 5,30           | 5,35           | 5,40           | 5,45           | 5,50           | 5,55           | 5,60           | Endresultat | Anmerkung |
| 1     | Tadeusz Ślusarski     | Polen          | –              | –              | –              | o              | –              | –              | –              | o              | –              | o ORe          | xxx            |                | 5,50 m      | ORe       |
| 2     | Antti Kalliomäki      | Finnland       | –              | –              | o              | –              | –              | o              | –              | o              | o              | o ORe          | xxx            |                | 5,50 m      | ORe       |
| 3     | David Roberts         | USA            | –              | –              | –              | –              | –              | –              | xo             | –              | –              | o ORe          | –              | xxx            | 5,50 m      | ORe       |
| 4     | Patrick Abada         | Frankreich     | –              | –              | –              | –              | –              | xo             | –              | –              | o              | –              | xxx            |                | 5,45 m      |           |
| 5     | Wojciech Buciarski    | Polen          | –              | –              | –              | o              | –              | –              | xo             | –              | xo             | x–             | xx             |                | 5,45 m      |           |
| 6     | Earl Bell             | USA            | –              | –              | –              | o              | –              | –              | o              | –              | xxo            | –              | xxx            |                | 5,45 m      |           |
| 7     | Jean-Michel Bellot    | Frankreich     | –              | –              | –              | –              | o              | –              | –              | o              | –              | xxx            |                |                | 5,40 m      |           |
| 8     | Itsuo Takanezawa      | Japan          | –              | xo             | –              | xo             | –              | xo             | –              | xxo            | xxx            |                |                |                | 5,40 m      |           |
| 9     | Günther Lohre         | BR Deutschland | –              | –              | xo             | –              | xo             | –              | xxo            | –              | xxx            |                |                |                | 5,35 m      |           |
| 10    | Jurij Prochorenko     | Sowjetunion    | –              | –              | –              | –              | o              | –              | xxx            |                |                |                |                |                | 5,25 m      |           |
| 11    | Władysław Kozakiewicz | Polen          | –              | –              | –              | –              | xo             | –              | –              | –              | xxx            |                |                |                | 5,25 m      |           |
| 12    | Donald Baird          | Australien     | –              | –              | o              | –              | xo             | –              | xxx            |                |                |                |                |                | 5,25 m      |           |
| 13    | Wladimir Kischkun     | Sowjetunion    | –              | –              | –              | o              | –              | –              | –              | xxx            |                |                |                |                | 5,20 m      |           |
| 14    | Terry Porter          | USA            | –              | –              | –              | o              | –              | –              | xxx            |                |                |                |                |                | 5,20 m      |           |
| 15    | Tapani Haapakoski     | Finnland       | –              | xo             | –              | o              | –              | xxx            |                |                |                |                |                |                | 5,20 m      |           |
| 16    | Brian Hooper          | Großbritannien | –              | xo             | –              | xxx            |                |                |                |                |                |                |                |                | 5,00 m      |           |
| ogV   | François Tracanelli   | Frankreich     | –              | –              | –              | –              | –              | xxx            |                |                |                |                |                |                | ogV         |           |
| ogV   | Kjell Isaksson        | Schweden       | –              | –              | –              | xxx            |                |                |                |                |                |                |                |                | ogV         |           |
| ogV   | Roberto Moré          | Kuba           | –              | –              | xxx            |                |                |                |                |                |                |                |                |                | ogV         |           |
| ogV   | Bruce Simpson         | Kanada         | –              | xxx            |                |                |                |                |                |                |                |                |                |                | ogV         |           |

Als Favoriten galten vor allem die beiden US-Springer Earl Bell und Dave Roberts, Inhaber des Weltrekords, sowie die beiden Europäer Władysław Kozakiewicz aus Polen, Vizeeuropameister 1974, und Wladimir Kischkun aus der UdSSR, der amtierende Europameister. Allerdings trat der Pole gehandicapt durch eine Verletzung an und blieb im Finale mit Platz elf weit unter seinen Möglichkeiten.
Zehn Springer waren bei Angriff der Höhe von 5,45 m noch dabei, acht von ihnen hatten 5,40 m übersprungen: neben Bell und Roberts die Polen Wojciech Buciarski und Tadeusz Ślusarski, die Franzosen Patrick Abada und Jean-Michel Bellot, der Finne Antti Kalliomäki und der Japaner Itsuo Takanezawa. Der Bundesdeutsche Günther Lohre und Kozakiewicz hatten 5,40 m ausgelassen, scheiterten jedoch beide an der nächsten Höhe. Auch für Takanezawa war Schluss, als er 5,45 m dreimal nicht überqueren konnte. Kalliomäki übersprang die Höhe im ersten, Abada und Buciarski nahmen sie im zweiten und Bell im dritten Versuch. Roberts, Ślusarski und Bellot verzichteten und stiegen bei 5,50 m wieder ein. Diese Höhe wurde von Ślusarski, Kalliomäki und Roberts jeweils im ersten Versuch gemeistert. Bellot schied nach drei Fehlversuchen aus. Buciarski hatte einen Fehlversuch und sparte die verbleibenden beiden Versuche für die nächste Höhe auf. Abada und Bell ließen 5,50 m aus.
An 5,55 m mühten sich alle Stabhochspringer vergeblich, Roberts allerdings ließ die Höhe aus und verblieb damit als einziger noch im Wettbewerb. Er versuchte sich nun an 5,60 m. Aber er riss dreimal. Tadeusz Ślusarski war damit Olympiasieger, er hatte bis zur Höhe von 5,50 m insgesamt nur drei Versuche gebraucht und bis dahin keinen Fehlversuch produziert, Antti Kalliomäki auf Platz zwei war bis 5,50 m insgesamt fünfmal gesprungen und ebenfalls ohne Fehlversuch geblieben. David Roberts gewann die Bronzemedaille, er hatte bei 5,35 m einen Fehlversuch produziert. Die drei Medaillengewinner stellten mit ihren jeweils 5,50 m den bestehenden olympischen Rekord ein.
Tadeusz Ślusarski war der erste polnische Medaillengewinner und Olympiasieger im Stabhochsprung.

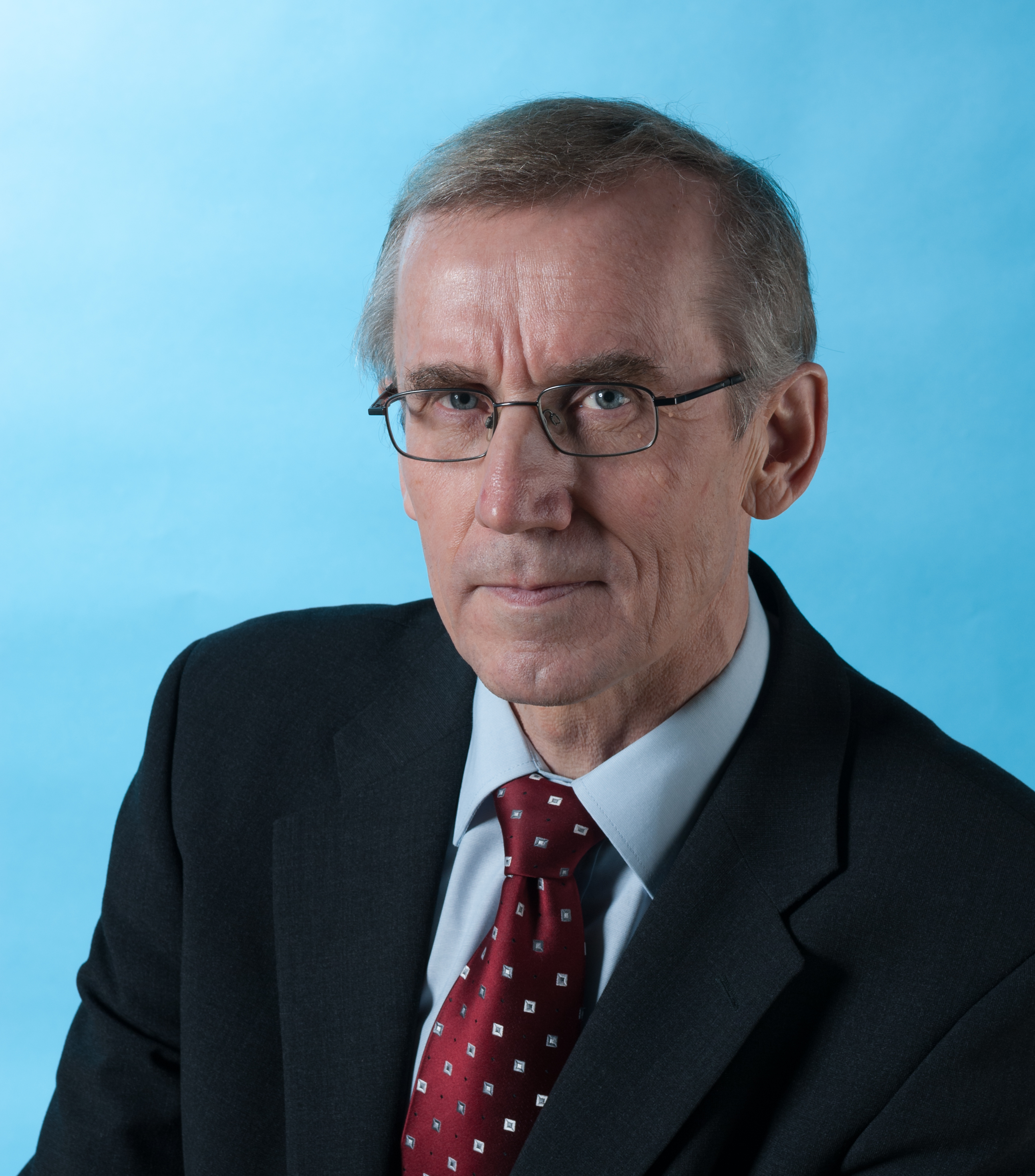
Silbermedaillengewinner Antti Kalliomäki (hier im Jahr 2007)
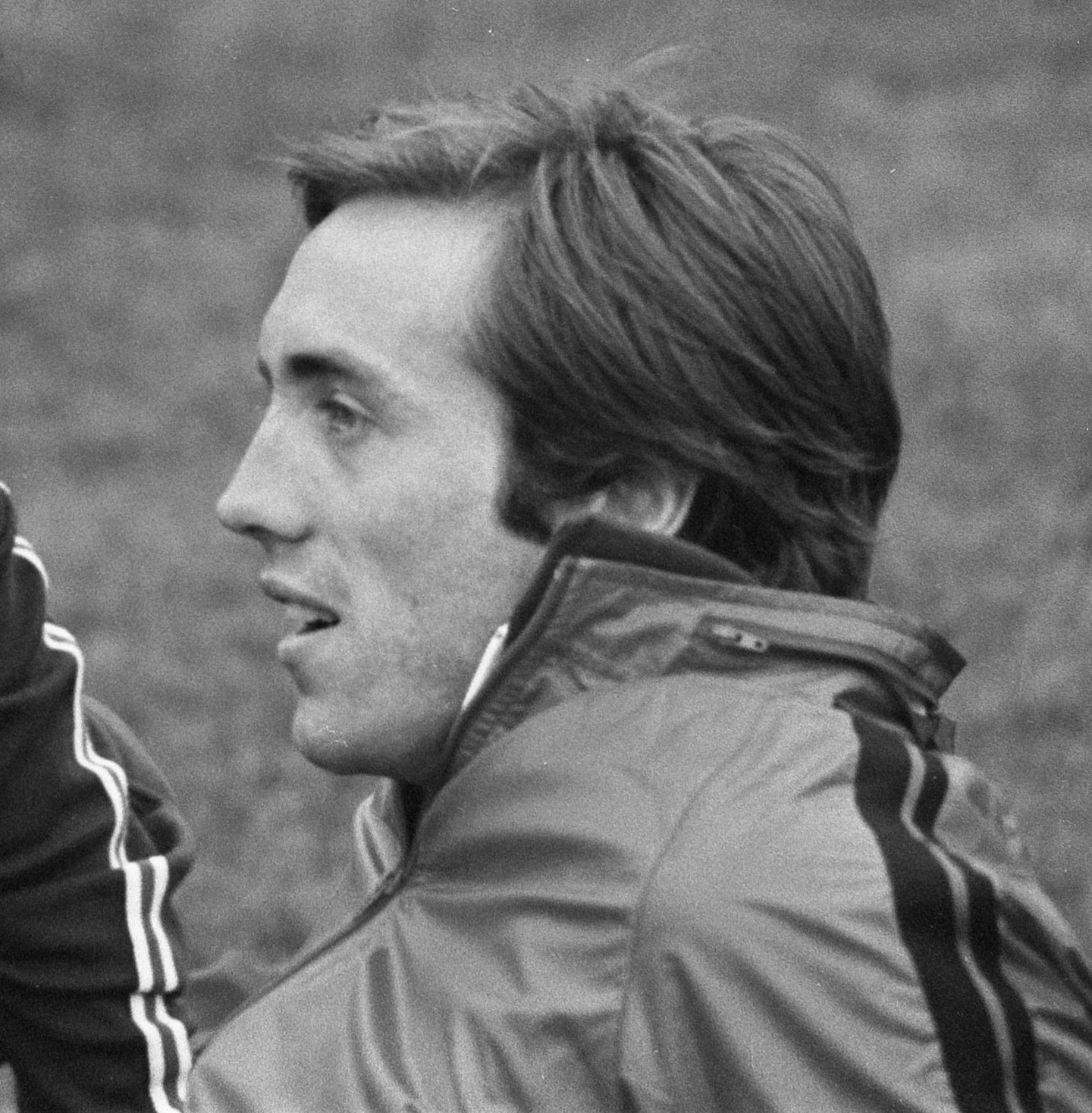
Wojciech Buciarski erreichte Platz fünf
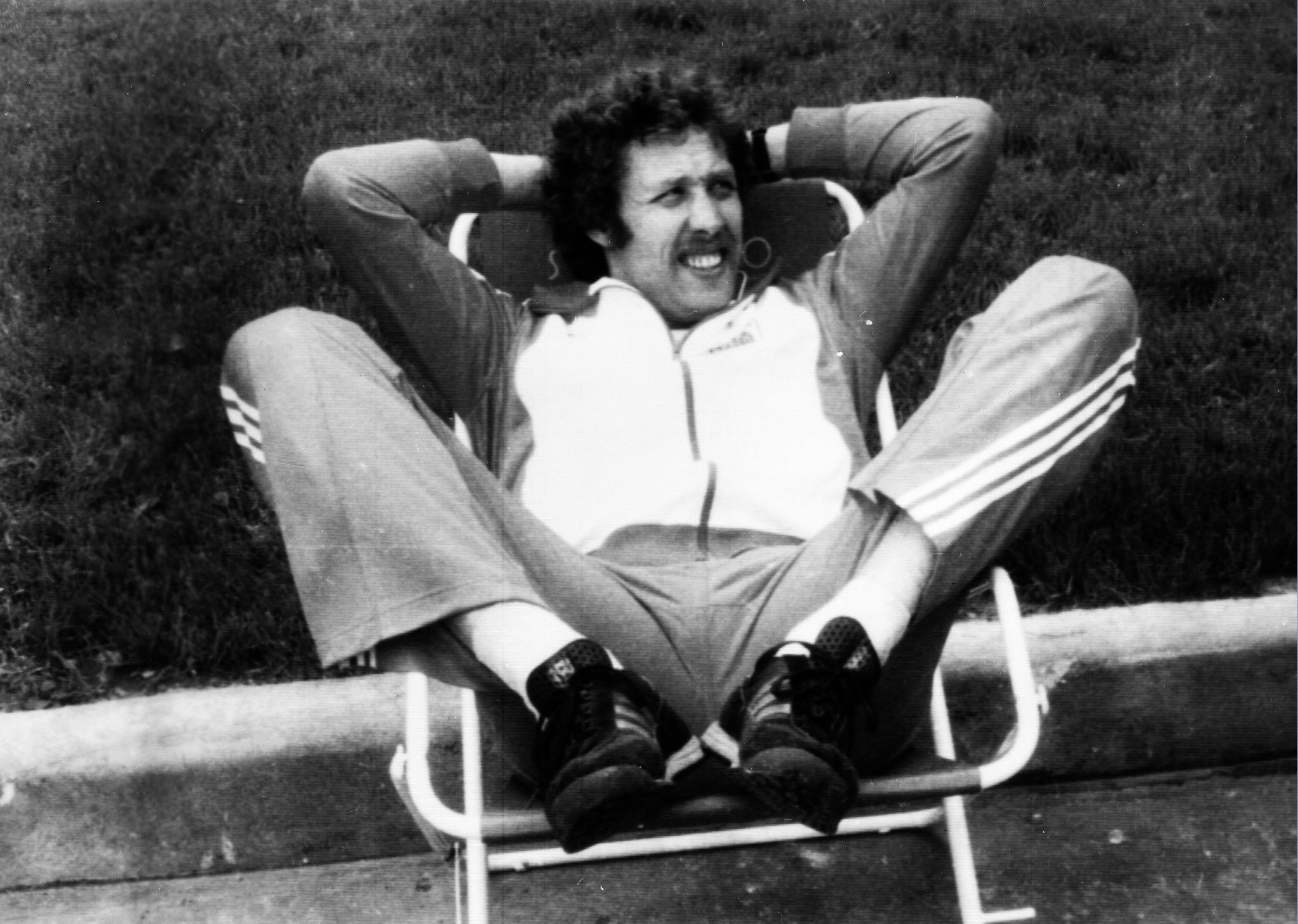
Der elftplatzierte Władysław Kozakiewicz (Foto: 1980) wechselte später seine Staatsbürgerschaft und ging für Deutschland an den Start
Kjell Isaksson blieb im Finale ohne gültigen Versuch

## Videolinks
- Montreal Olympic Games Highlights - Second Part - Colour, Bereich 1:38 min bis 1:52 min, youtube.com, abgerufen am 12. Oktober 2021
- Tadeusz Ślusarski, Montreal 1976, youtube.com, abgerufen am 16. Dezember 2017
- Antti Kalliomäki 1976 Olympialaiset Seiväshyppy, youtube.com, abgerufen am 16. Dezember 2017